# ブロコポンド地方
ブロコポンド地方（オランダ語: Brokopondo）はスリナムの地方のひとつ。首府はブロコポンド。

## 隣接行政区画
- パラ地方
- シパリウィニ地方

## 下位行政区画

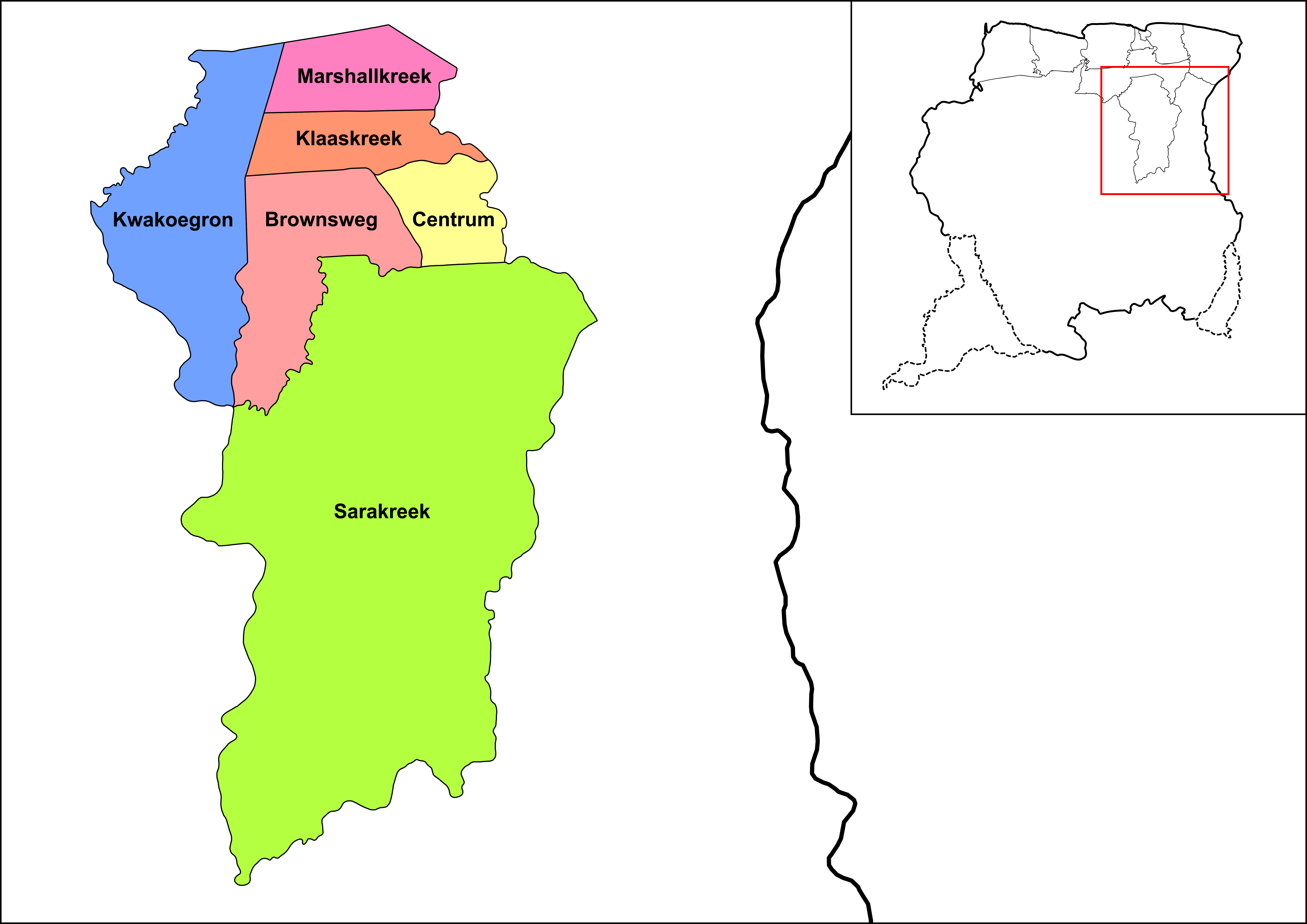
ブロコポンド地方のレソート

- Brownsweg
- Centrum
- Klaaskreek
- Kwakoegron
- Marshallkreek
- Sarakreek

## 村
- アホバッカ
- バイクートゥ（英語版）
- ベルグ・エン・ダル（英語版）
- ブロコポンド（英語版）
- ブラウンスウェフ（英語版）
- Lebidoti
- Nieuw-Koffiekamp
- Nieuw-Lombe
- ズーワッタ（英語版）